# Jens Grote
Jens Grote (* 27. Mai 1968 in Hannover) ist ein deutscher Jurist und Kommunalpolitiker (parteilos). Er wurde 2021 zum Landrat des Landkreises Heidekreis gewählt. 

## Leben
Nach dem Abitur in Hannover 1988 studierte Grote Rechtswissenschaften an der Universität Hannover. Nach dem Referendariat am Oberlandesgericht Celle arbeitete er als Rechts- und Staatsanwalt in Hannover. 2000 wurde er kurzzeitig Richter am Landgericht Hannover, dann wechselte er zum Amtsgericht Lehrte. Von 2001 bis 2006 war Grote als Staatsanwalt in Hannover und Celle tätig. Zwischen 2006 und 2009 war er Referent und anschließend Referatsleiter im Niedersächsischen Justizministerium und wurde zum Oberstaatsanwalt befördert. Nach einer kurzen Tätigkeit als stellvertretender Leiter der Justizvollzugsanstalt Sehnde, kehrte er 2010 zurück ins Justizministerium, dort wurde er zum Leitenden Ministerialrat befördert. Ab 2016 arbeitete Grote als Präsident der Landesaufnahmebehörde Niedersachsen mit Hauptsitz in Braunschweig. Bei den Kommunalwahlen in Niedersachsen 2021 trat er als Landratskandidat im Landkreis Heidekreis gegen den Amtsinhaber Manfred Ostermann an und wurde am 12. September 2021 mit 52,8 Prozent der Stimmen zum neuen Landrat gewählt.

## Privates
Grote ist verheiratet und hat zwei erwachsene Töchter. Er lebt in Hannover.